# Віллі Плетт
Віллі Плетт (англ. Willi Plett, нар. 7 червня 1955, Асунсьйон) — колишній канадський хокеїст, що грав на позиції крайнього нападника.
Провів понад 900 матчів у Національній хокейній лізі. 

## Ігрова кар'єра
Хокейну кар'єру розпочав 1974 року.
1975 року був обраний на драфті НХЛ під 80-м загальним номером командою «Атланта Флеймс». 
Протягом професійної клубної ігрової кар'єри, що тривала 14 років, захищав кольори команд «Атланта Флеймс», «Калгарі Флеймс», «Міннесота Норт-Старс» та «Бостон Брюїнс».
Загалом провів 917 матчів у НХЛ, включаючи 83 гри плей-оф Кубка Стенлі.
Посідає шістнадцяте місце серед гравців НХЛ, які набрали понад дві тисячі хвилин штрафного часу.

## Нагороди та досягнення
- Пам'ятний трофей Колдера — 1977

## Статистика
| Сезон        | Клуб                      | Ліга         | Регулярний сезон | Регулярний сезон | Регулярний сезон | Регулярний сезон | Регулярний сезон | Плей-оф | Плей-оф | Плей-оф | Плей-оф | Плей-оф |
| Сезон        | Клуб                      | Ліга         | І                | Г                | П                | О                | ШХ               | І       | Г       | П       | О       | ШХ      |
| ------------ | ------------------------- | ------------ | ---------------- | ---------------- | ---------------- | ---------------- | ---------------- | ------- | ------- | ------- | ------- | ------- |
| 1974–75      | «Сент-Кетерінс Блек Гокс» | ХЛО          | 22               | 6                | 8                | 14               | 63               | —       | —       | —       | —       | —       |
| 1975–76      | «Талса Ойлерс»            | ЦПХЛ         | 76               | 30               | 20               | 50               | 163              | 9       | 5       | 4       | 9       | 21      |
| 1975–76      | «Атланта Флеймс»          | НХЛ          | 4                | 0                | 0                | 0                | 0                | —       | —       | —       | —       | —       |
| 1976–77      | «Талса Ойлерс»            | ЦПХЛ         | 14               | 8                | 4                | 12               | 68               | —       | —       | —       | —       | —       |
| 1976–77      | «Атланта Флеймс»          | НХЛ          | 64               | 33               | 23               | 56               | 123              | 3       | 1       | 0       | 1       | 19      |
| 1977–78      | «Атланта Флеймс»          | НХЛ          | 78               | 22               | 21               | 43               | 171              | —       | —       | —       | —       | —       |
| 1978–79      | «Атланта Флеймс»          | НХЛ          | 74               | 23               | 20               | 43               | 213              | 2       | 1       | 0       | 1       | 29      |
| 1979–80      | «Атланта Флеймс»          | НХЛ          | 76               | 13               | 19               | 32               | 231              | 4       | 1       | 0       | 1       | 15      |
| 1980–81      | «Калгарі Флеймс»          | НХЛ          | 78               | 38               | 30               | 68               | 239              | 15      | 8       | 4       | 12      | 89      |
| 1981–82      | «Калгарі Флеймс»          | НХЛ          | 78               | 21               | 36               | 57               | 288              | 3       | 1       | 2       | 3       | 39      |
| 1982–83      | «Міннесота Норт-Старс»    | НХЛ          | 71               | 25               | 14               | 39               | 170              | 9       | 1       | 3       | 4       | 38      |
| 1983–84      | «Міннесота Норт-Старс»    | НХЛ          | 73               | 15               | 23               | 38               | 316              | 16      | 6       | 2       | 8       | 51      |
| 1984–85      | «Міннесота Норт-Старс»    | НХЛ          | 47               | 14               | 14               | 28               | 157              | 9       | 3       | 6       | 9       | 67      |
| 1985–86      | «Міннесота Норт-Старс»    | НХЛ          | 59               | 10               | 7                | 17               | 231              | 5       | 0       | 1       | 1       | 45      |
| 1986–87      | «Міннесота Норт-Старс»    | НХЛ          | 67               | 6                | 5                | 11               | 263              | —       | —       | —       | —       | —       |
| 1987–88      | «Бостон Брюїнс»           | НХЛ          | 65               | 2                | 3                | 5                | 170              | 17      | 2       | 4       | 6       | 74      |
| Усього в НХЛ | Усього в НХЛ              | Усього в НХЛ | 834              | 222              | 215              | 437              | 2572             | 83      | 24      | 22      | 46      | 466     |